# كونستانتين تروتوفسكي

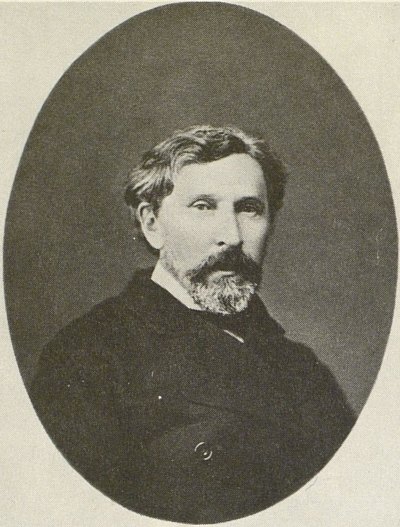
كونستانتين تروتوفسكي.

كوستيانتين أولكساندروفيتش تروتوفسكي (بالأوكرانية: Константи́н Алекса́ндрович Труто́вский) هو رسّامٌ وفنّان أوكراني، وُلِدَ في 9 فبراير 1826 في كورسك وتوفّي في 29 مارس 1893 في أوبلاست بيلغورود.

## حياته
وُلِدَ في 9 فبراير 1826 في كورسك وانحدر من عائلة إقطاعية. تلقّى تعليمه الابتدائي في خاركيف، ثمّ بعد وفاة والده انتقل إلى سانت بطرسبرغ عام 1839 حيث التَحق بمعهد نيكولايف للهندسة العسكرية، وهناك اكتَشف موهبته في الرسم للمرّة الأولى.
تخرج في عام 1845، وبدأ بحضور دروسٍ في الأكاديمية الإمبراطورية للفنون مع فيودور بروني حيثُ عَزِمَ على أن يكون رسّاماً تاريخيّاً. لاحقاً اكتَشف تفضيله لرسم المشاهد اليومية ليكون فنّه يُصنّف بكونه فناً نوعياً.

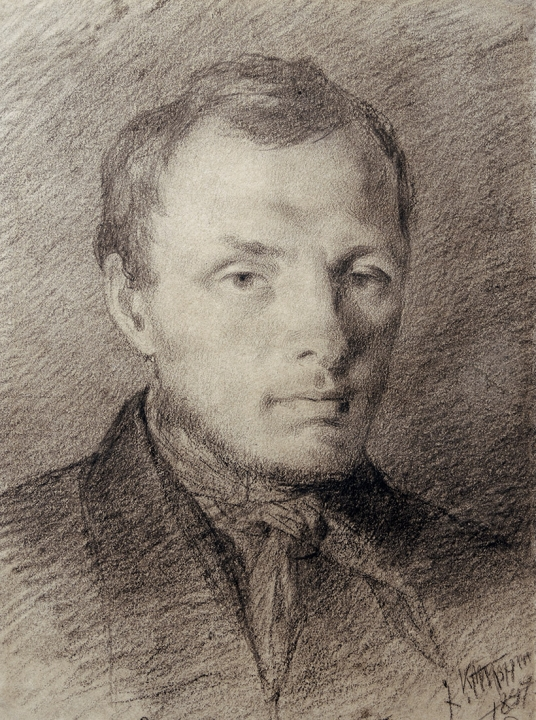
بورتريه فيودور دوستويفسكي عام 1847.

خلال مكوثِه هناك، رَسَم أولى لوحات فيودور دوستويفسكي، حيثُ أن دوستويفسكي يُعتَبر زميلَه السابق بالأكاديمية العسكرية، وأحد أعضاء رابطة بيتراشيفسكي التي انتميا لها، بيدَ أن لم يُلقَ القبض عليه مع البقيّة. وبعدها عام 1849 عادَ لعائلته حيث وَرِثَ ممتلكات والدته. وقد رَسَم تروتوفسكي في جميع القُرى المجاورة، وكان يُقيم معارِضَه في سانت بطرسبرغ وموسكو.
في أوائل خمسينيات القرن التاسع عشر، نشرَ ألبوه مشاهد من الحياة الروسية البسيطة، وفي 1856، مُنِح لقب «الفنان الحر». وفي أواخر الخمسينيات، قام بجولة في ألمانيا وأصبح عضواً في الجمعية الملكية البلجيكية للألوان المائية. وقد استقر في سانت بطرسبرغ في 1858، بعد وفاة زوجته الثانية التي مَرِضَت خلال سفرهم.
ومن عام 1871 إلى عام 1881، عُيّنَ في مدرسة موسكو للرسم والنحت والهندسة المعمارية، ثم عاد مرة أخرى إلى مزرعته حيث رسم العديد من اللوحات. وواصَل افتتاح معارضه في لندنو باريس وأنتويرب. وقد أُقيمَ معرضٌ كبير بعد وفاته في موسكو في عام 1893.
وبالإضافة لأعماله، فقد رسم العديد من الصور التوضيحية لأعمال نيقولاي غوغول، وماركو فوفتشوك، وميخائيل ليرمنتوف، وتاراس شيفتشينكو، وإيفان كريلوف.

## معرض

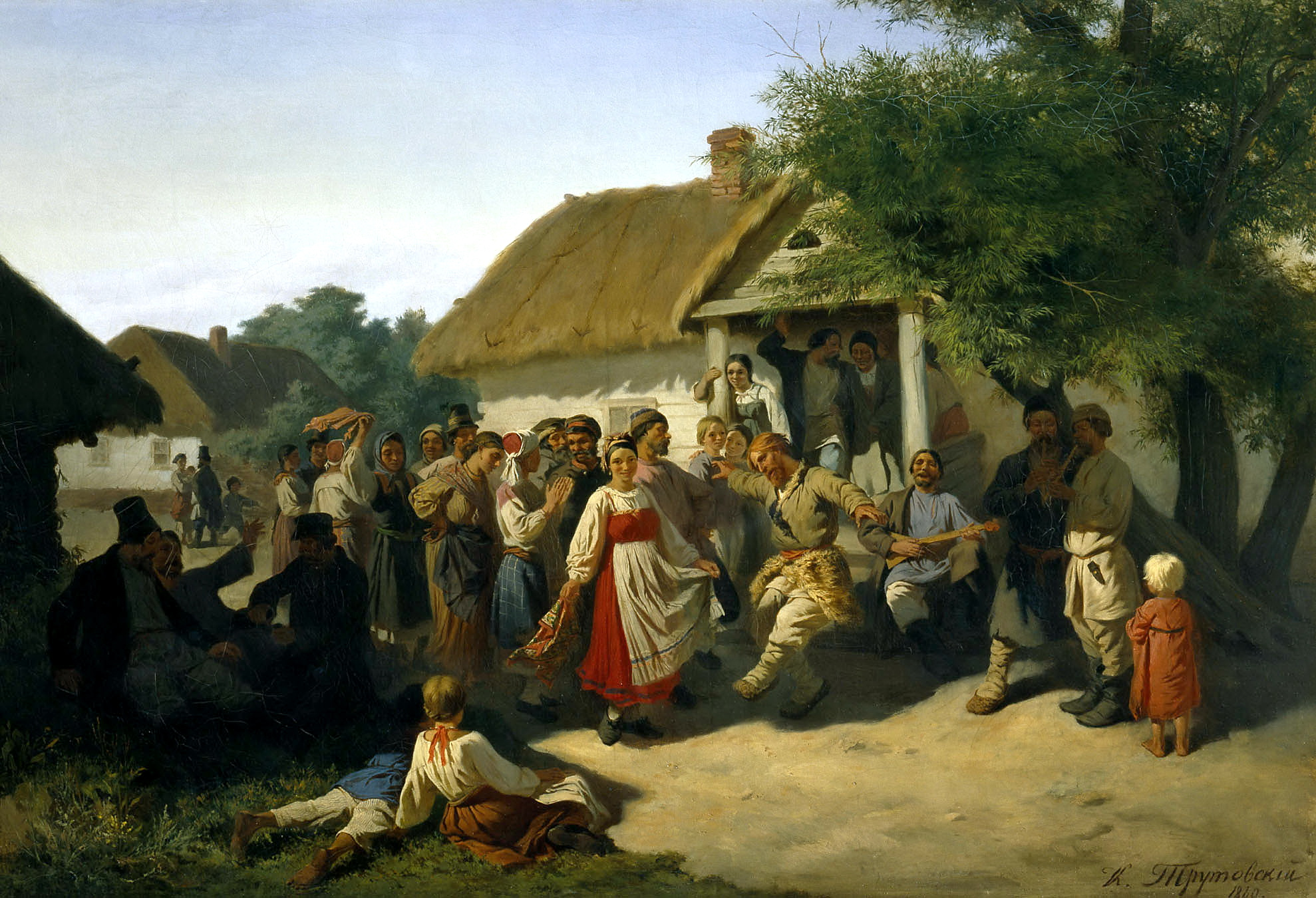
جولة رقصٍ في كورسك (بالروسية: Хоровод в Курской губернии).
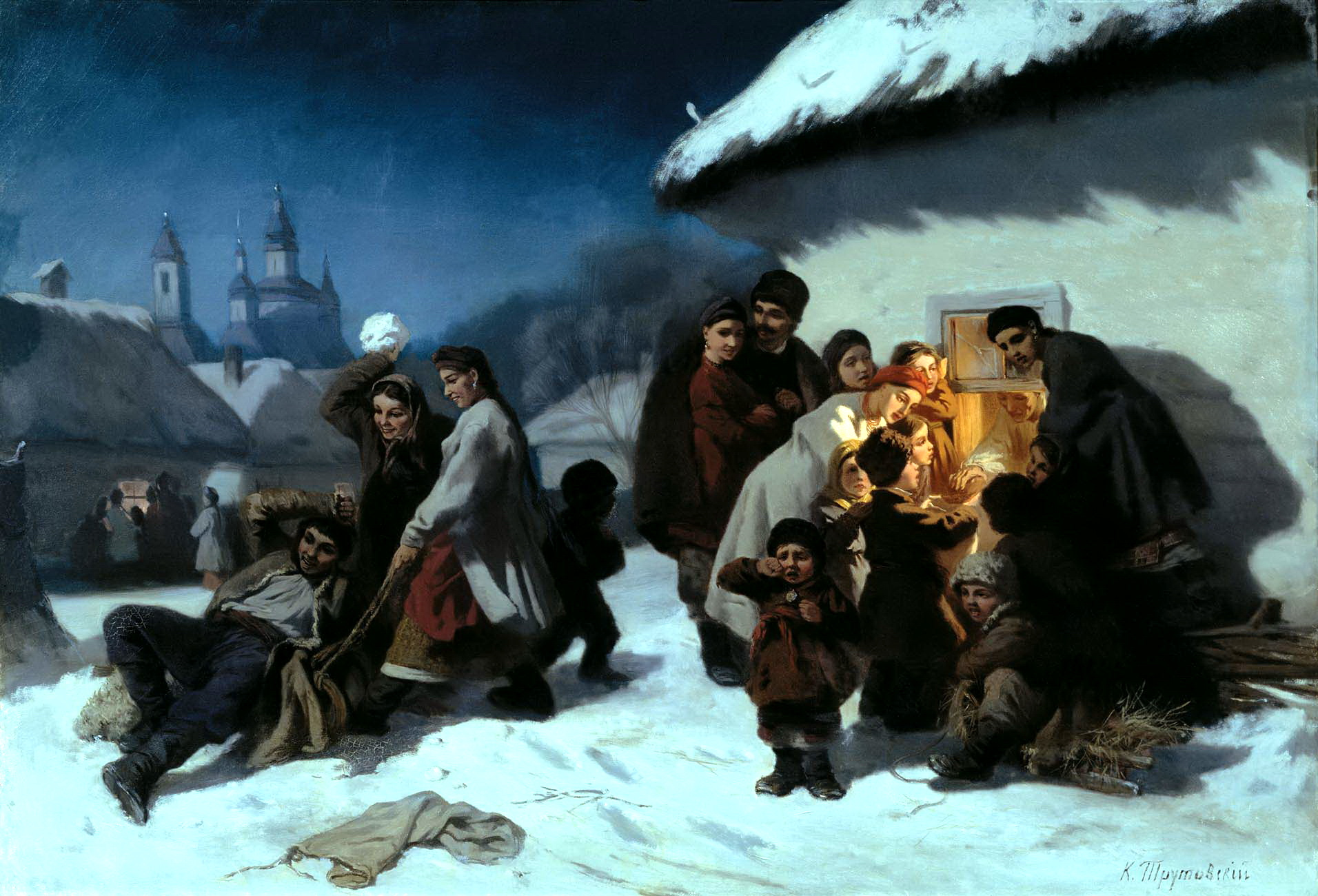
أغنية عيد الملاد في روسيا الصغرى (بالروسية: Колядки в Малороссии).
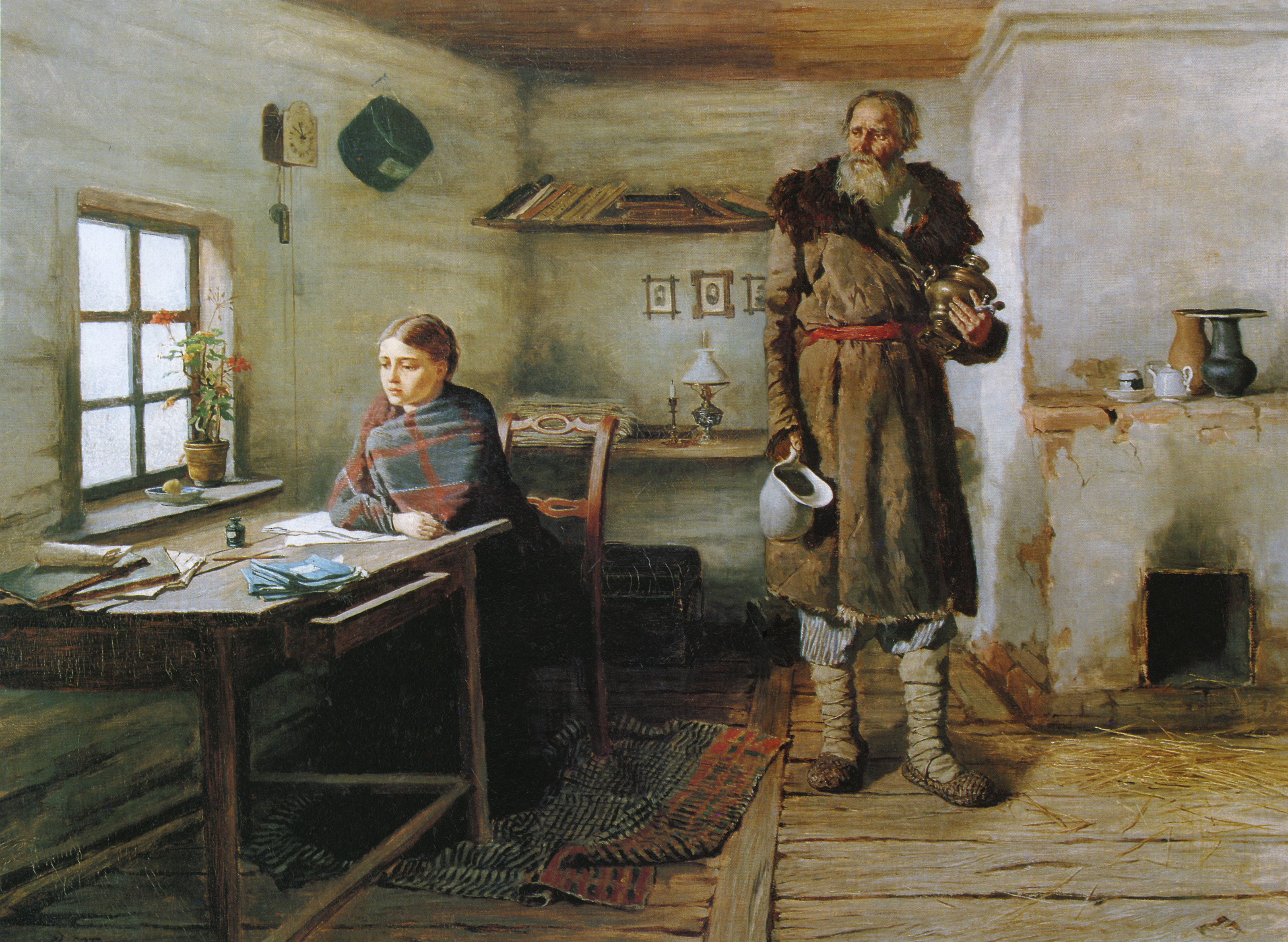
مُعلّم المدرسة (بالروسية: Сельская учительница).
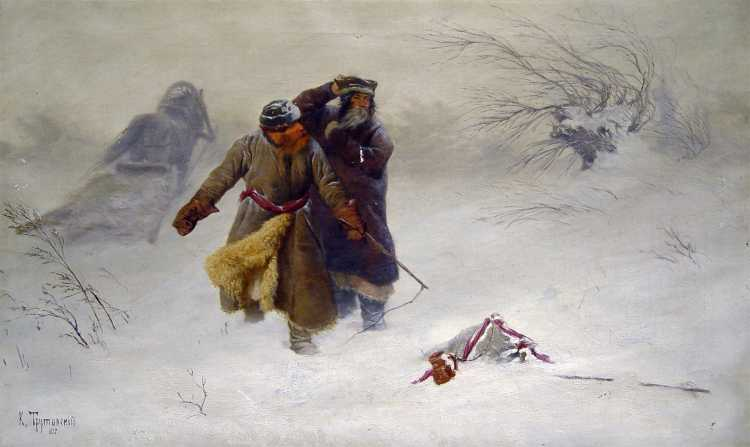
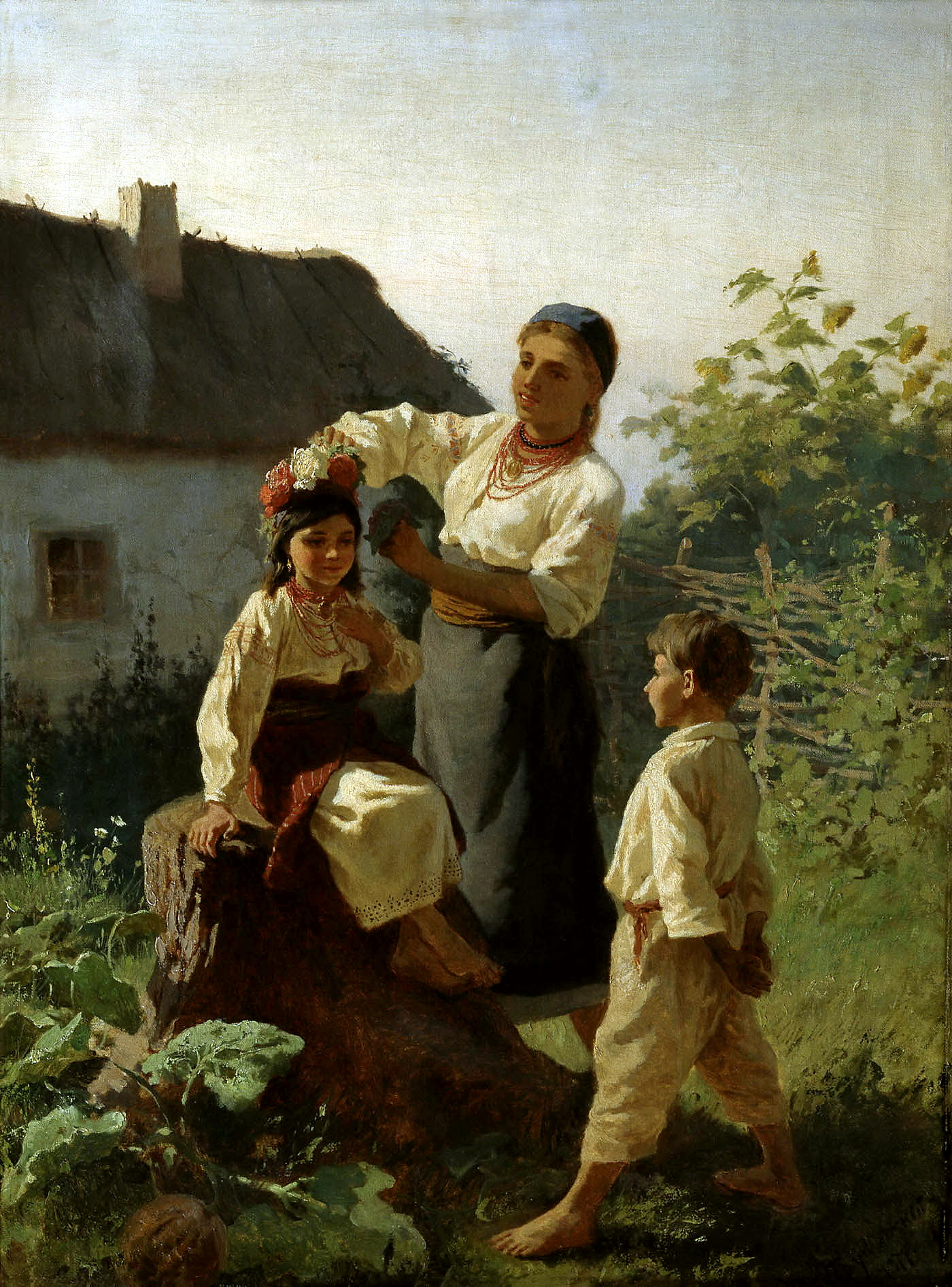
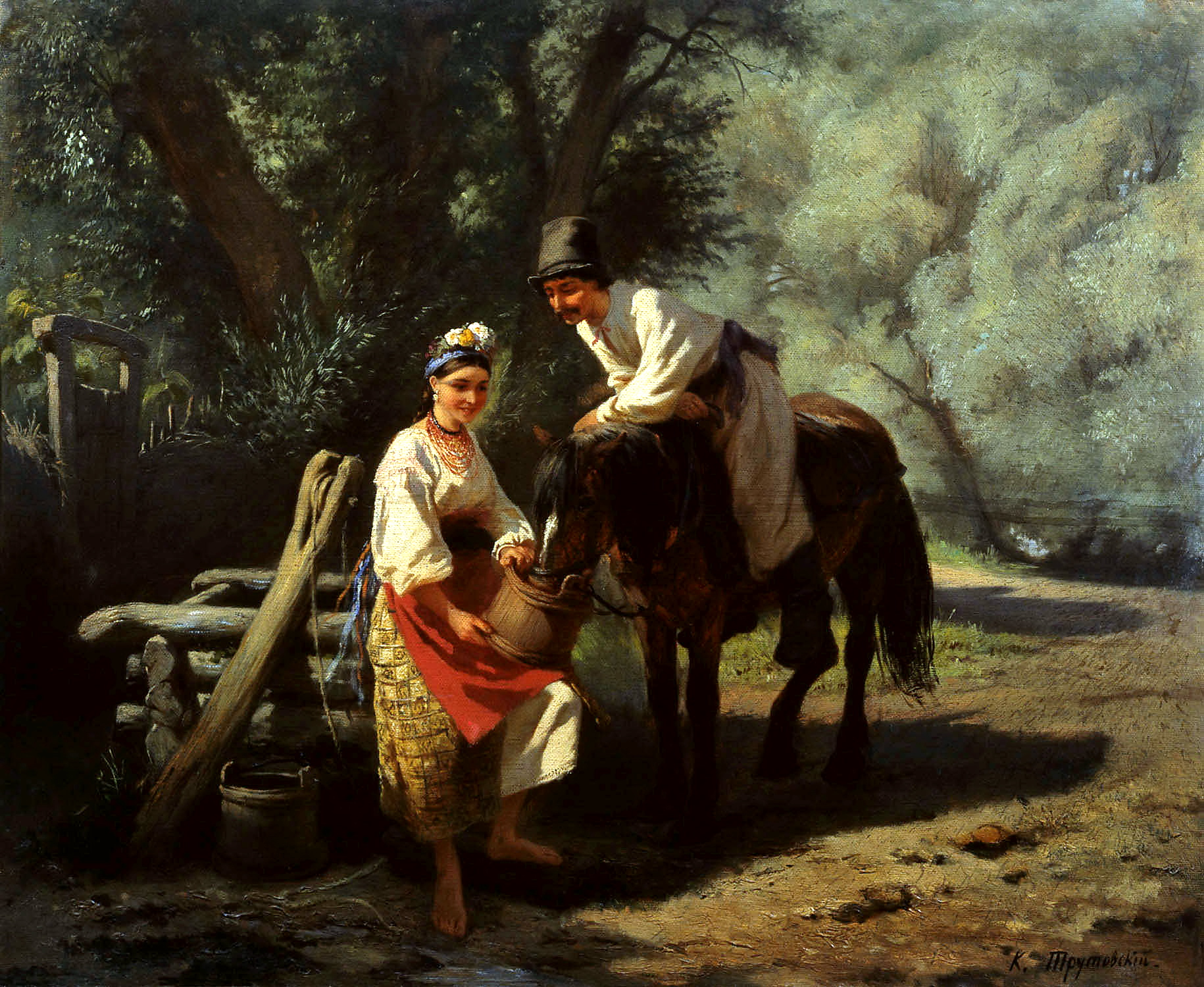